# Tagaz Master
Tagaz Master — российский малотоннажный грузовой автомобиль, выпускавшийся Таганрогским автомобильным заводом с весны 2009 года по 2012 год. Кабина, мотор, трансмиссия и прочие элементы автомобиля были либо произведены в Южной Корее, либо были копиями комплектующих корейского производства.
Машина рассчитана для перевозки объемного груза небольшого веса с частыми парковками, погрузками и разгрузками. Компоновка машины: трехместная кабина над двигателем. Это предоставляет хорошую обзорность и малый радиус разворота, равный 5,0 метра. Курсовая устойчивость обеспечивается передней независимой торсионной подвеской и реечному рулевому управлению. За рядом сидений есть спальное место, которое можно использовать для перевозки хрупких грузов.
Tagaz Master благодаря соответствию экологических норм ЕВРО-3 и имея грузоподъемность не выше 1 тонны не попадает под запрет на въезд грузовиков в центр Москвы.

## Комплектации
Выпускались две основных версии грузовиков грузоподъемностью 1 и 1,6 тонны в трех комплектациях: борт, шасси или будка. Автомобиль комплектовался четырехтактным дизельным двигателем с турбонаддувом объемом 2,6л развивающим мощность 105 л.с. и момент 239 Н*м. Двигатель агрегируется с пятиступенчатой механической трансмиссией. Предлагается шесть комплектаций: B1, B3, B7, B11, B13, B17.